# Techentin
Techentin è un comune del Meclemburgo-Pomerania Anteriore, in Germania.
Appartiene al circondario (Kreis) di Ludwigslust-Parchim (targa PCH) ed è parte della comunità amministrativa (Amt) di Goldberg-Mildenitz.